# Peter Pan Speedrock

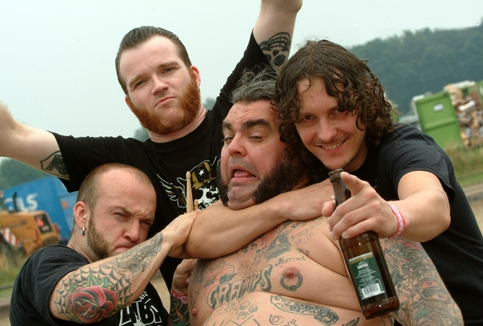
Peter Pan Speedrock con talismàn Dikke Dennis, Graspop 2005
Foto: Rudy de Doncker

Peter Pan Speedrock es una banda de rock and roll de Eindhoven (Holanda). Se fundó en 1997 por el guitarrista Peter van Elderen, al que se unieron el batería Bart Nederhand y el bajista Bob Muileboom para grabar lo que sería su 1.er LP "Peter Pan".
Después de ese álbum Muileboom fue remplazado por Bart Geevers, que se quedaría en la banda como miembro permanente.
El trío tiene muy buena reputación en directo, les suele acompañar sobre el escenario como cantante invitado el tatuador Dikke Dennis (Dennis el gordo).

## Discografía
- Peter Pan (1997) - LP
- Rocketfuel (1998) - LP
- Home Steel (1999) - 10"
- Eindhoven Rockcity (1999)
- Killermachine (2000) - LP
- Dikke Dennis and friends (2001) - mini LP
- Premium Quality... Serve Loud! (2001) - LP
- Resurrection (2002) - single
- Speedrock Chartbusters - mini LP
- Lucky Bastards (2003) - LP
- Go Satan go (2003)- single
- Spread Eagle (2005) - LP
- Split (Zeke/Peter Pan Speedrock) (2005)
- Pursuit until capture (2007)
- We Want Blood (2010)
- Wikimedia Commons alberga una categoría multimedia sobre Peter Pan Speedrock.

- Datos: Q472087
- Multimedia: Peter Pan Speedrock / Q472087